# Maybach Music Group
Pour les articles homonymes, voir MMG.
Maybach Music Group (MMG) est un label discographique américain, situé à Miami, en Floride, fondé par le rappeur Rick Ross. Les albums publiés par Maybach Music Group sont anciennement distribués par Warner Bros. Records, qui reprendra le contrôle après l'expiration du contrat de distribution avec le label Def Jam Recordings. En date du 12 décembre 2012, les publications du label se font par Atlantic Records. 17 albums solo et 3 compilations, trois étant certifiés par la RIAA, sont publiés par Maybach Music Group. Le label compte des artistes comme Ross, Wale, Meek Mill, French Montana, Omarion et Gunplay. Le label compte également six albums classés à la première place du Billboard 200 comme Deeper Than Rap, God Forgives, I Don't, et Mastermind de Rick Ross, The Gifted et The Album About Nothing de Wale, et Dreams Worth More Than Money de Meek Mill.

## Histoire

### 2009–2011
Maybach Music Group publie son premier album en été 2009, le troisième album de Rick Ross, Deeper than Rap. Après la sortie, Ross se consacre plus à la signature de nouveaux adhérents au label, dans le but de découvrir des talents comme Masspike Miles et le groupe de hip-hop Triple C's qui se compose de Gunplay, Torch, et Young Breed. Le 27 octobre 2009, Ross publie le premier album de Triple C's, Custom Cars and Cycles chez Def Jam. En 2010, MMG publie Teflon Don, avec un autre album intitulé Color, Cut and Clarity'' de Triple C's également prévu pour la distribution, mais reporté et jamais publié.
Toujours en 2010, Ross propose au rappeur Wiz Khalifa de signer à Maybach Music Group. À cette période, Khalifa est déjà membre d'Atlantic Records. En 2011, Ross confirme le lancement de Maybach Music Jamaica et Maybach Music Latino. Il signe également le premier musicien de reggae de Maybach Music Group, Magazeen. Le 25 mars 2011, la signature de la chanteuse de RnB et de soul Teedra Moses est annoncée. Le 23 mai 2011, Maybach Music Group publie l'album Self Made Vol. 1, en featuring avec Rick Ross et les nouveaux signés chez Maybach, Wale, Meek Mill, Teedra Moses, Pill, et Stalley avec Torch et Gunplay de Triple C's.

### Depuis 2012
Le 2 janvier 2012, à cette période en studio avec Rick Ross, French Montana annonce la signature d'un contrat en coentreprise avec Maybach Music Group et Bad Boy Records. Son premier album, Excuse My French est prévu en 2012 à Interscope Records. Le 4 février 2012, Rick Ross annonce le départ de Pill de Maybach Music Group, qui n'a en réalité jamais été membre du label. Pill était déjà signé avec Warner Bros. avant Maybach Music Group. Le 2 mai 2012, Rick Ross signe Omarion à Maybach Music Group. Il annonce aussi la publication de Self Made Vol. 2 le 26 juin 2012, et God Forgives, I Don't le 31 juillet 2012.
Le 22 juin 2012, en faisant la promotion de Self Made Vol. 2, Rick Ross annonce la signature de Gunplay en solo avec Def Jam, et que plusieurs chansons seraient publiées avant la sortie de son premier album. Des rumeurs circulent selon lesquelles Dom Kennedy ou Nipsey Hussle serait en négociation pour se joindre au label ; Ross explique qu'aucun ne sera signé à Maybach Music Group. Le 12 juillet 2012, Ross confirme finalement la signature de Rockie Fresh à Maybach Music Group. Rockie Fresh publie une mixtape intitulée Electric Highway le 21 janvier 2013. Le 11 décembre 2012, Ross annonce le départ de son label MMG de Warner Bros. Records pour Atlantic Records. Ross est cependant toujours signé chez Def Jam. 
Le 2 juin 2013, Rick Ross révèle une couverture d'album et annonce la sortie prochaine de la troisième compilation de Maybach Music Group, Self Made Vol. 3 le 6 août 2013. Le 3 juin 2013, trois chansons, à paraître sur l'album, Poor Decisions, God Is Great et Oil Money Gang sont publiées. Le 4 juin 2013, les vidéos des trois chansons sont publiées sur YouTube. Self Made Vol. 3 est bien accueilli par la presse spécialisée le 17 septembre 2013. Le même jour, Stalley publie son premier projet, l'EP Honest Cowboy. Le 6 novembre 2013, MMG annonce la signature du rappeur Fat Trel.

## Artistes

### Artistes actuels
- Rick Ross (fondateur)
- Triple C's
- Meek Mill (Maybach Music Group, Dream Chasers, Atlantic, Roc Nation)
- Wale
- Stalley
- French Montana (Maybach Music Group, Bad Boy, Coke Boys, Interscope)
- Omarion
- Gunplay
- Rockie Fresh
- Fat Trel
- Tracy T
- K Kutta
- Yowda
- Capo
- Isa Muhammad
- Anuel AA

### Anciens artistes
- Pill (2011-2012)
- Teedra Moses (2011-2014)

### Producteurs actuels
- Aone Beats[14]
- Beat Billionaire[15]
- The Mekanics

Pitit Madanm Nan (PMN)

### DJs actuels
- DJ Sam Sneaker
- DJ Scream
- DJ Hollywood Bay Bay

## Albums collaboratifs
- 2011 : Self Made vol. 1
- 2012 : Self Made vol. 2
- 2013 : Self Made vol. 3